# Spider-Man : Les Nouvelles Aventures
Spider-Man Unlimited Spectacular Spider-Man
Spider-Man : Les Nouvelles Aventures (Spider-Man: The New Animated Series), est une série télévisée d'animation 3D pour adultes américaine-canadiene en treize épisodes de 22 minutes créée d'après les personnages de Stan Lee et Steve Ditko et diffusée du 11 juillet 2003 au 12 septembre 2003 sur MTV.
En France la série a été diffusée sur la chaîne câblé MCM et sur MTV à partir du 3 septembre 2003, puis à partir du 6 septembre 2003 sur France 3 dans T O 3 puis rediffusé sur Toowam. Elle était censée au départ faire suite au film de Sam Raimi sorti en 2002.

## Synopsis
Peter Parker est un jeune étudiant qui a hérité de formidables super pouvoirs depuis le jour où il a été mordu par une araignée génétiquement modifiée. Il peut désormais adhérer aux murs, tisser des toiles pour se balancer de building en building et est doté d'une force surhumaine. Sous le costume de Spider-Man, il protège les habitants de New York de toutes sortes de menaces. Mais il doit aussi songer à trouver un équilibre entre sa vie aventureuse et sa vie privée. Peter est en effet amoureux de Mary Jane Watson, mais son secret l’empêche de passer autant de temps avec elle qu'il le souhaiterait. Le meilleur ami de notre héros est Harry Osborn, qui hait en même temps l'homme araignée, qu'il juge pour responsable de la mort de son père, Norman Osborn, dont il ignore qu'il était en fait un dangereux criminel costumé, Le Bouffon Vert.

## Distribution

### Voix originales

#### Principaux
- Neil Patrick Harris : Peter Parker/Spider-Man  étudiant et photographe pour le Daily Buggle. Justicier qui veut aider les gens grâce à ses pouvoirs équivalent aux aptitudes d'une araignée.
- Lisa Loeb : Mary-Jane Watson  étudiante et amie de Peter et Harry, elle veut devenir actrice. Elle éprouve des sentiments pour Peter et flirte avec Spider-Man ne sachant pas sa véritable identité.
- Ian Ziering : Harry Osborn  colocataire et meilleur ami de Peter. Harry est un vrai don Juan et déteste Spider-Man qu'il rend responsable de la mort de son père, Norman Osborn.

#### Récurrents
- Angelle Brooks :  Indira "Indy" Daimonji, est une assistante sur la chaine Empire One. Indy est tout de suite attirée par Peter et tous les deux entament une relation. Dans le dernier épisode, Indy sombre dans le coma après avoir été poussée du haut d'un immeuble par Peter Parker/Spider-Man manipulé mentalement par les Jumeaux : Roxanne et Roland Gaines. Plus tard, Indy sera néanmoins vengée quand les Jumeaux sont tués dans l'explosion d'un camion citerne, malheureusement comme la série finit sur un cliffhanger, on ignore si Indy sortira de son coma. (épisode 6, 7 et 9 à 13)

- Keith Carradine : J. Jonah Jameson, le rédacteur du Daily Buggle, grincheux qui éprouve une haine féroce pour Spider-Man et tente de le discréditer aux yeux du public. (épisodes 3, 6, 9, 12 et 13)

#### Invités
- Ethan Embry : Max Dillon / Electro (épisodes 1, 7 et 10)
- Cree Summer : Professeur Williams (épisodes 1, 6 et 10)
- Eve : Cheyenne Tate / Talon (épisode 2)
- Gina Gershon : Shikata (épisodes 2 et 11)
- Edward Asner : Officier Bar (épisodes 2, 6, 8 et 12)
- Keith David : Agent Mosely du FBI (épisodes 2 et 5)
- John C. McGinley : Richard Damien (épisodes 2 et 11)
- Virginia Madsen : Silver Sable (épisodes 3 et 12)
- Xander Berkeley : Mayor (épisode 3)
- Ken Lerner : Boris (épisode 4)
- James Marsters : Sergei (épisodes 4 et 12)
- Michael Clarke Duncan : Wilson Fisk / Le Caïd (épisode 5)
- Clancy Brown : Policeman / Raymond (épisodes 6 et 11)
- Jane Lynch : Oscorp Executive (épisode 6)
- Harold Perrineau : Louis Wyler (épisode 6)
- Tara Strong : Christina (épisode 7)
- Rob Zombie : Dr. Curt Connors / Le Lézard (épisode 8)
- Stan Lee : Frank Elson (épisode 12)
- Jeremy Piven : Roland Gaines (épisodes 12 et 13)
- Kathy Griffin : Roxanne Gaines (épisodes 12 et 13)
- Jeffrey Combs : Dr. Zellner (épisode 9)
- David DeLuise : Jack (épisode 9)
- Devon Sawa : Flash Thompson (épisode 9)
- Michael Dorn : Kraven le chasseur (épisodes 12 et 13)

### Voix françaises
- Frédéric Meaux : Peter Parker/Spider-Man
- Philippe Allard : Harry Osborn
- Julie Basecqz : Mary Jane Watson
- Alexandra Correa : Cheyenne/Talon, Christina
- Jean-Marc Delhausse : Dr Curt Connors / Le Lézard, Kraven le chasseur
- David Manet : Flash Thompson
- Lydia Cherton : Sally
- Martin Spinhayer : Spider-Man imaginaire
- Robert Dubois, Esther Aflalo, Carole Baillien, Tony Beck, Lionel Bourguet, Catherine Conet, Olivier Cuvellier, Damien De Vannet, Elsa Erroyaux, Guylaine Gibert, Michel Guillou, Robert Guilmard, Nathalie Hons, Thierry Janssen, Mathieu Moreau, Delphine Moriau, Bruno Mullenaerts, Daniel Nicodème, Philippe Résimont, Fanny Roy, Julien Roy, Alice Ley, Erico Salomone, Colette Sodoyez et Célia Torrens : voix additionnelles

## Épisodes
1. Turbo Jet (Heroes and Villains)
2. Le Piratage du siècle (Royal Scam)
3. Effets secondaires (Law Of The Jungle Slayer)
4. La Mante religieuse (The Sword Of Shikata)
5. Double Jeu (Keeping Secrets)
6. Scoop toujours (Tight Squeeze)
7. Le Jeu des secrets (Head Over Heels)
8. Haute Tension (The Party)
9. Entre l'esprit et la matière (Flash Memory)
10. Panique à Manhattan (Spider-Man Dis-Sabled)
11. Créature électrique (When Sparks Fly)
12. Duo Infernal : 1re partie (Mind Games, part 1)
13. Duo Infernal : 2e partie (Mind Games, part 2)

## Commentaires
Cette série a été créée dans l’optique de servir de prolongement au film de Sam Raimi, et c’est pourquoi on en retrouve un certain nombre d’éléments. Ainsi, Peter vient d’entamer ses études universitaires et partage l’appartement de Harry Osborn, qui croit Spider-Man responsable de la mort de son père.
Toutefois, ce lien ne marche que dans un sens: les films suivants, Spider-Man 2 et 3, ne partagent pas la même continuité que la série puisque le Dr Connors y figurera alors qu'un des épisodes de la série, Effets secondaires, raconte sa transformation en Lézard (et sa mort).
En 2002, le film Spider-Man sort au cinéma, battant tous les records. La très populaire chaîne de télévision américaine MTV commande alors une série d’animation sur le personnage pour profiter de son succès. Afin de rassurer les fans du comic-book, elle engage Brian Michael Bendis sur le projet. Ce dernier n’est autre que le scénariste d’Ultimate Spider-Man, une bande dessinée présentant une version moderne de l’Homme-Araignée à ses débuts. Mais la série doit surmonter un handicap: la dernière expérience télévisuelle de Spider-Man, avec la série animée Les Nouvelles Aventures de Spider-Man, s’est plutôt mal passée et a laissé un mauvais souvenir. La nouvelle série s’en éloigne donc au maximum. Ainsi, le cadre est beaucoup plus terre-à-terre et la réalisation graphique est faite intégralement en images de synthèse. Malheureusement, tout cela représente trop de travail et coûte énormément d’argent, aussi la série ne sera pas reconduite pour une seconde saison. Cette série n'aura donc eu que 13 épisodes et la série se termine sur un cliffhanger.